# さすらいの女神たち
『さすらいの女神たち』（さすらいのディーバたち、Tournée）は2010年のフランスのコメディ映画。監督・脚本・主演はマチュー・アマルリック。落ちぶれたかつての有名テレビ・プロデューサーが再起を期して、アメリカのショー・ガールたちを引き連れ、祖国フランスで「ニュー・バーレスク」と呼ばれるセクシーでユーモラスなショーの巡業公演を続ける姿を描いたロードムービーである。劇中でパフォーマンスを披露するダンサーたちは全て現役の「ニュー・バーレスク」ダンサーであり、今作が初演技である。
2010年5月13日に第63回カンヌ国際映画祭で初上映され、同映画祭の監督賞と国際映画批評家連盟賞を受賞している。また、第36回セザール賞では7部門でノミネートされた（受賞はなし）。

## ストーリー
ジョアキム・ザンドは有名なテレビ・プロデューサーだったが、今はすっかり落ちぶれている。再起を期し、彼はアメリカのショー・ガールたちを引き連れ、祖国フランスで「ニュー・バーレスク」の巡業公演を行い、各地でそれなりに盛況となるが、肝心のパリでの公演が実現できないでいる。昔の仲間に頼むものの、かつての悪行と今も変わらないプライドの高さから、結局、誰からも相手にされない。
別れて暮らす息子たちに会いに行ったジョアキムだったが、息子たちとの関係はぎくしゃくしている。その後、子供たちを連れて一座と合流したジョアキムは、ショーを終えた翌日、子供たちをパリに見送るが、同行していたミミとともに列車に乗り遅れてしまい、車で一座を追いかけることになる。2人で過ごすうちにジョアキムとミミの関係は深まる。2人が潰れたホテルで休んでいると、そこに一座のメンバーもやってくる。ジョアキムがメンバーに、凱旋のつもりでフランスに連れて来たのに期待通りに行かなかったと語ると、メンバーらは冗談まじりにジョアキムを慰める。メンバーとの距離を縮めたジョアキムは館内放送のマイクで「ショータイム!」と告げる。

## キャスト

### キャバレー・ニュー・バーレスク
- ジョアキム・ザンド: マチュー・アマルリック - 座頭。元有名テレビ・プロデューサー。
- ミミ・ル・ムー: ミランダ・コルクラシュア - 白い羽を使うダンサー。
- キトゥン・オン・ザ・キーズ: スザンヌ・ラムジー - ピアノ演奏と歌。
- ダーティ・マティーニ: リンダ・マラシーニ - 紙幣を食べるパフォーマンスと蜘蛛の巣のパフォーマンスを披露。
- ジュリー・アトラス・ミュズ: ジュリー・アン・ミュズ - 切断された腕のパフォーマンスと大きな風船のパフォーマンスを披露。
- イーヴィ・ラヴェル: アンジェラ・ドゥ・ロレンゾ - 椅子を使ったパフォーマンスを披露。
- ロッキー・ルーレット: アレクサンドル・クレイヴン - 唯一の男性パフォーマー。ルイ国王に扮したパフォーマンスを披露。
- ユリス: ユリス・クロッツ（フランス語版） - ジョアキムのアシスタント。

### その他
- フランソワ: ダミアン・オドゥール（フランス語版） - テレビ・プロデューサー。ジョアキムの昔の仲間。
- ガソリンスタンドの女性: オレリア・プティ（フランス語版）
- キャバレーの支配人: アンドレ・S・ラバルト
- シャピュイ: ピエール・グランブラ - ジョアキムとフランソワの昔の上司。
- スーパーのレジの女性: アンヌ・ブノワ（フランス語版）
- シャピュイの舞台女優: ジュリー・フェリエ（フランス語版）

## 作品の評価

### 映画批評家によるレビュー
Rotten Tomatoesによれば、20件の評論のうち高評価は85%にあたる17件で、平均して10点満点中6.60点を得ている。

### 受賞歴
| 賞                     | 部門                 | 対象                                                                                                  | 結果       |
| ---------------------- | -------------------- | --- | ---------- |
| 第63回カンヌ国際映画祭 | 監督賞               | マチュー・アマルリック                                                                                | 受賞       |
| 第63回カンヌ国際映画祭 | 国際映画批評家連盟賞 | | 受賞       |
| 第36回セザール賞       | 作品賞               | | ノミネート |
| 第36回セザール賞       | 監督賞               | マチュー・アマルリック                                                                                | ノミネート |
| 第36回セザール賞       | 脚本賞               | マチュー・アマルリック フィリップ・ディ・フォルコ マルセロ・ノヴェ・トレ ラファエル・ヴァルブリュンヌ | ノミネート |
| 第36回セザール賞       | 撮影賞               | クリストフ・ボーカルヌ                                                                                | ノミネート |
| 第36回セザール賞       | 編集賞               | アネット・デュテルトル                                                                                | ノミネート |
| 第36回セザール賞       | 音響賞               | オリヴィエ・モーヴザン セヴラン・ファヴリィオ ステファーヌ・ティエボー                                | ノミネート |
| 第36回セザール賞       | 衣裳デザイン賞       | アレクシア・クリスプ＝ジョーンズ                                                                      | ノミネート |